# کراکوو (آلمان)
کراکوو (به آلمانی: Krackow) یک شهر در آلمان است که در فرپومرن-گرایفسوالد واقع شده‌است. کراکوو ۶۷۱ نفر جمعیت دارد.